# Clássico Silvio Santos
Clássico Silvio Santos é o clássico de futebol brasileiro disputado entre o Sport Club Corinthians Paulista e o Fluminense Football Club. São dois clubes que disputam um dos maiores clássicos interestaduais (São Paulo versus Rio de Janeiro) do futebol brasileiro, nomeado "Clássico Silvio Santos", em homenagem ao comunicador que expressava torcida por ambos os times.

## Introdução
Fatos históricos marcam a disputa entre os dois clubes, em momentos decisivos como as finais da Copa Rio de 1952 e o Campeonato Brasileiro de 1976, quando se enfrentaram no famoso jogo da Invasão Corintiana, no Maracanã.
Além das disputas também decisivas dos Campeonatos Brasileiros de 1984 e 2002, os confrontos entre o Tricolor carioca e o Alvinegro paulistano na Copa Sul-Americana de 2003 e na Copa do Brasil de 2009 esquentaram o clássico. Outra atração do clássico é a disputa nos campeonatos nacionais disputados no sistema de pontos corridos, sistema de disputa no qual os dois clubes têm se destacado, tendo o Flu, campeão brasileiro de 2012 conquistado o título antes em 2010, ano do centenário do Timão, que disputou acirradamente este título. Os corintianos conquistaram o título brasileiro em 2011, com o Fluminense, melhor equipe do returno, terminando esta competição em terceiro, o que demonstra o calor das disputas que começaram em 1933, também no Século XXI. Em 2017, foi nesse confronto que foi decidido o título brasileiro em favor do Corinthians.
Considerando-se os confrontos interestaduais, o clássico contra o Corinthians é o mais representativo entre aqueles contra grandes clubes brasileiros disputados pelo Flu, tendo grande importância histórica também para o Timão, dado o fato deles frequentemente se cruzarem em momentos decisivos de suas histórias, seja pela final da Copa Rio, pela disputa direta em diversos torneios Rio-São Paulo, desde 1940, ou por fases eliminatórias do Campeonato Brasileiro ou da Copa do Brasil, além da briga que os dois clubes travaram no sistema de pontos corridos.
Até mesmo nas categorias de base, os dois clubes costumam se confrontar em momentos decisivos: sendo os dois maiores ganhadores da Copa São Paulo de Futebol Júnior, se enfrentaram em duas finais da competição de base mais tradicional do Brasil (1973 e 2012), com uma vitória para cada lado. Na decisão do Torneio de Desenvolvimento da Conmebol Sub 13 de 2019, competição sob organização e reponsabilidade da CBF disputada em Criciúma (SC), o Fluminense venceu o Corinthians, sagrando-se campeão e habilitando-se para representar o Brasil na competição sul-americana.

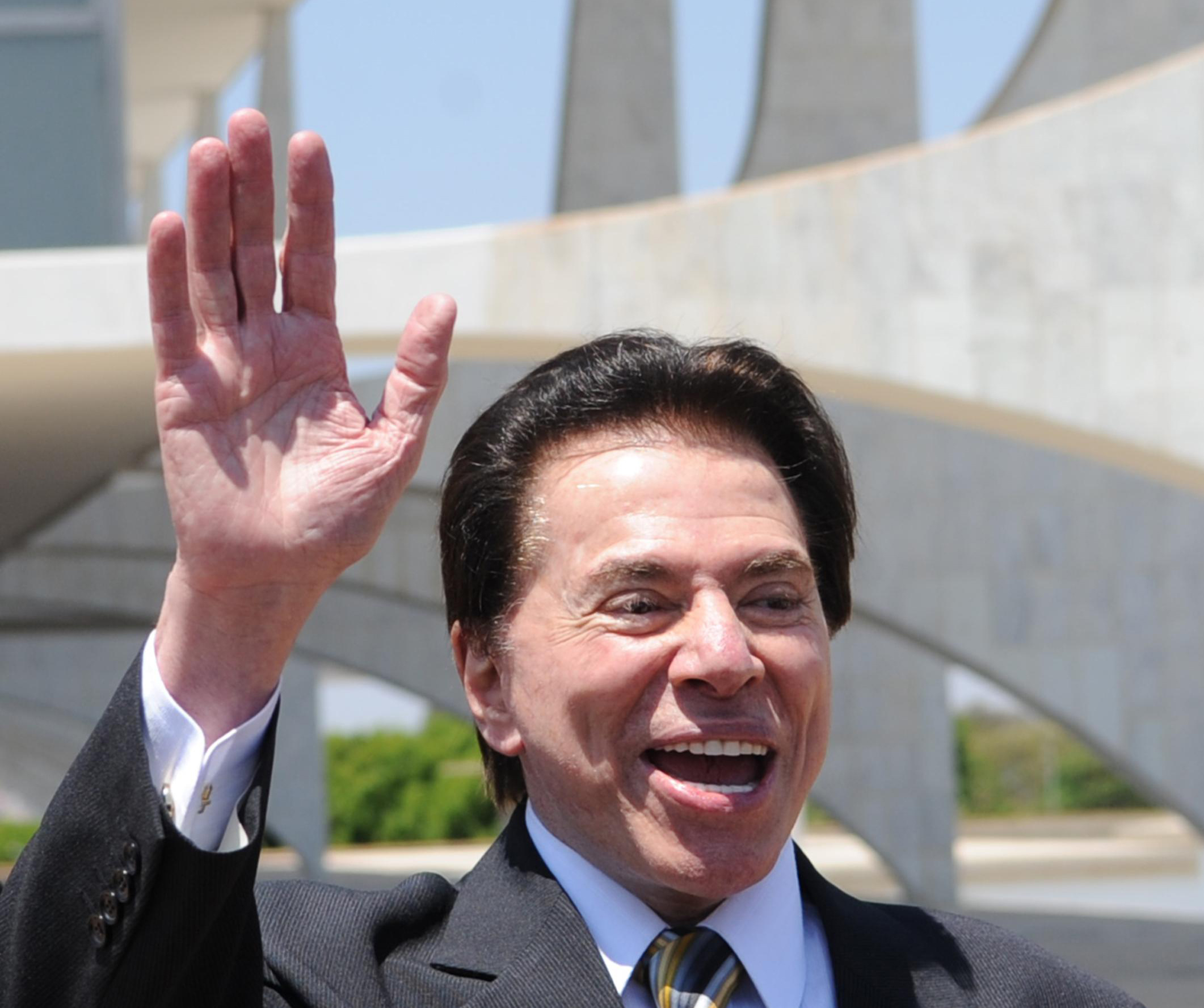
Silvio Santos, ícone da televisão brasileira e torcedor do Fluminense e do Corinthians.

## História

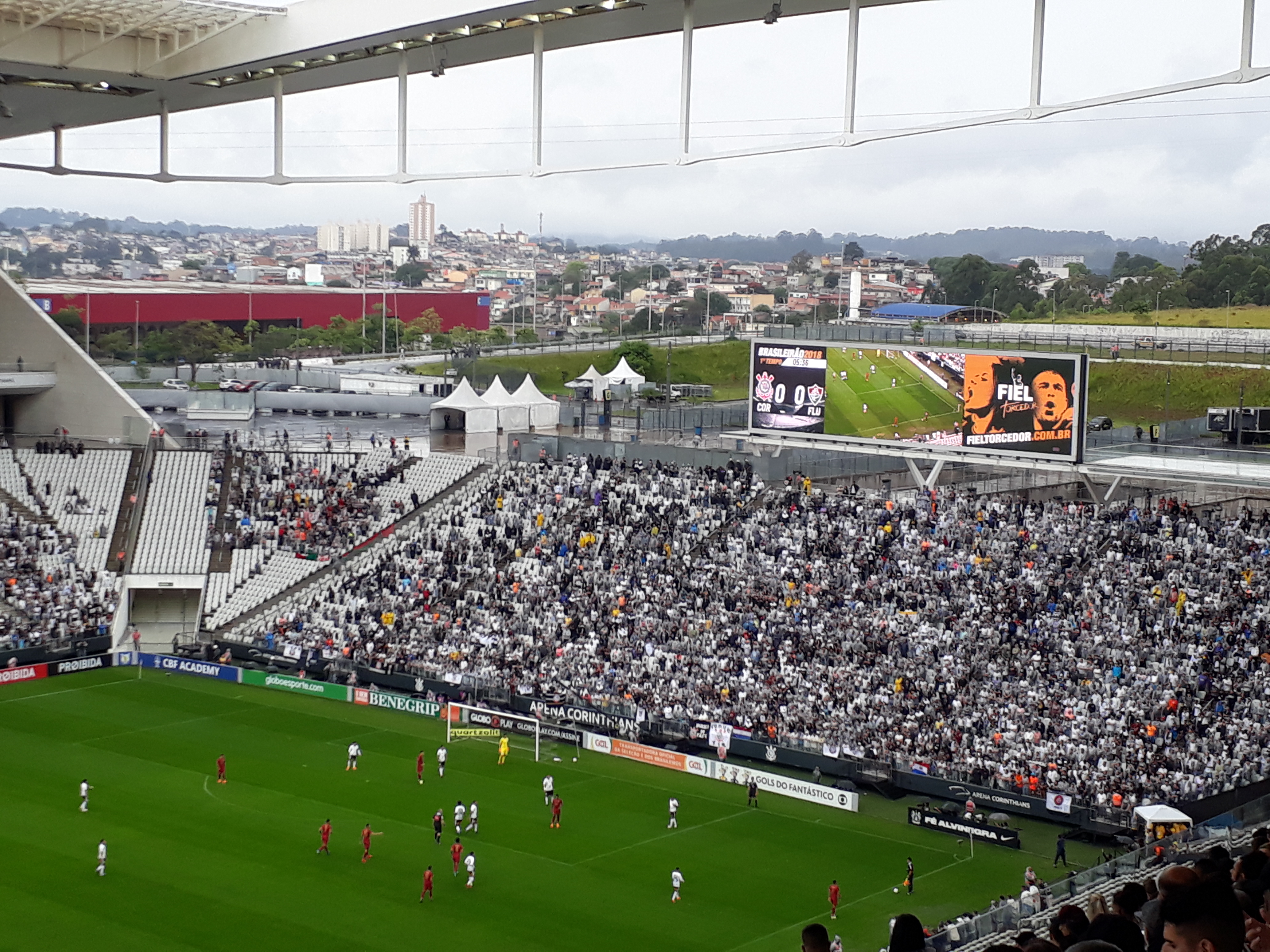
Duelo das equipes na Arena Corinthians, em 2018.

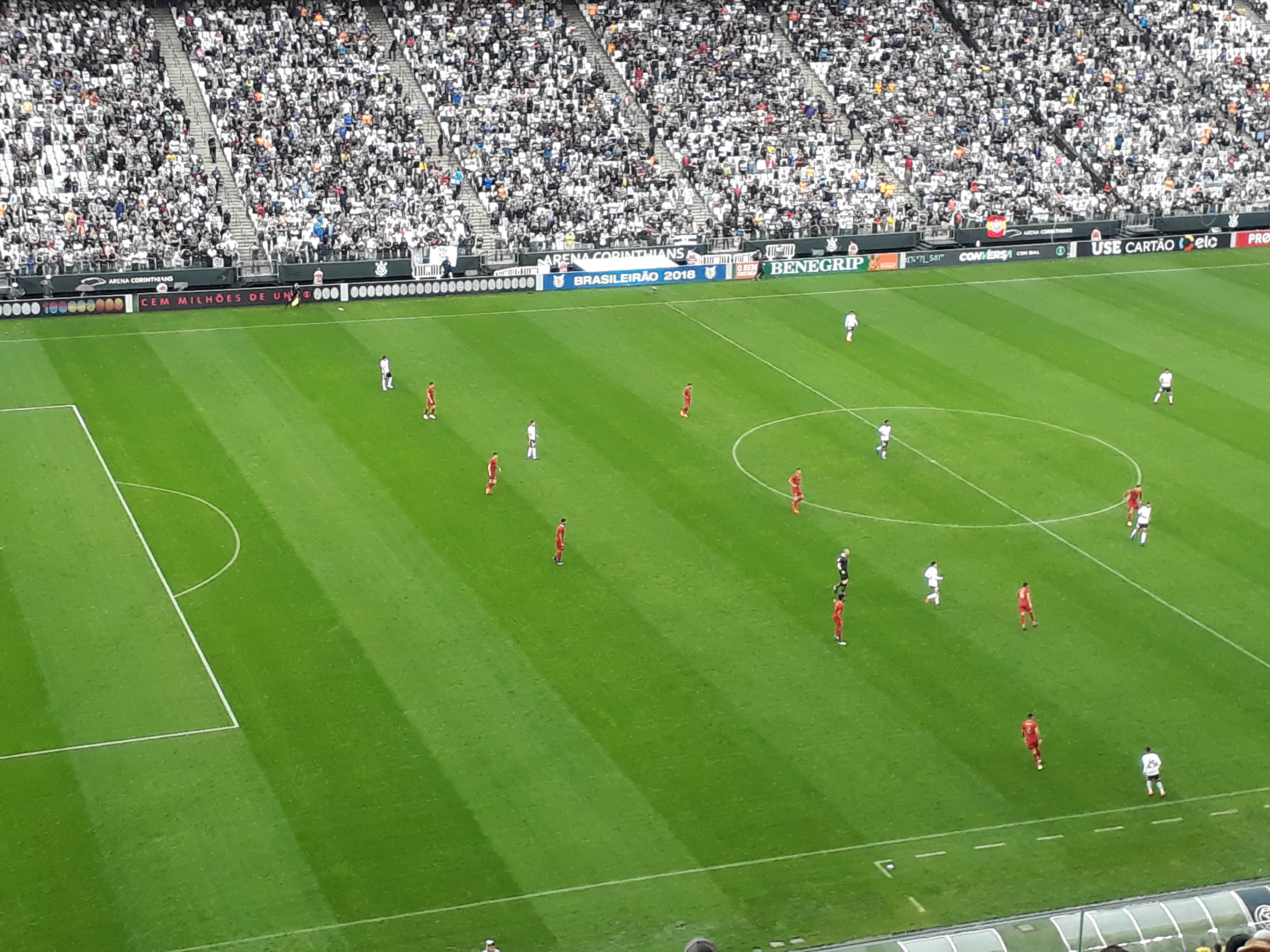
Visão aérea da Arena Corinthians no confronnto entre as equipes, em 2018.

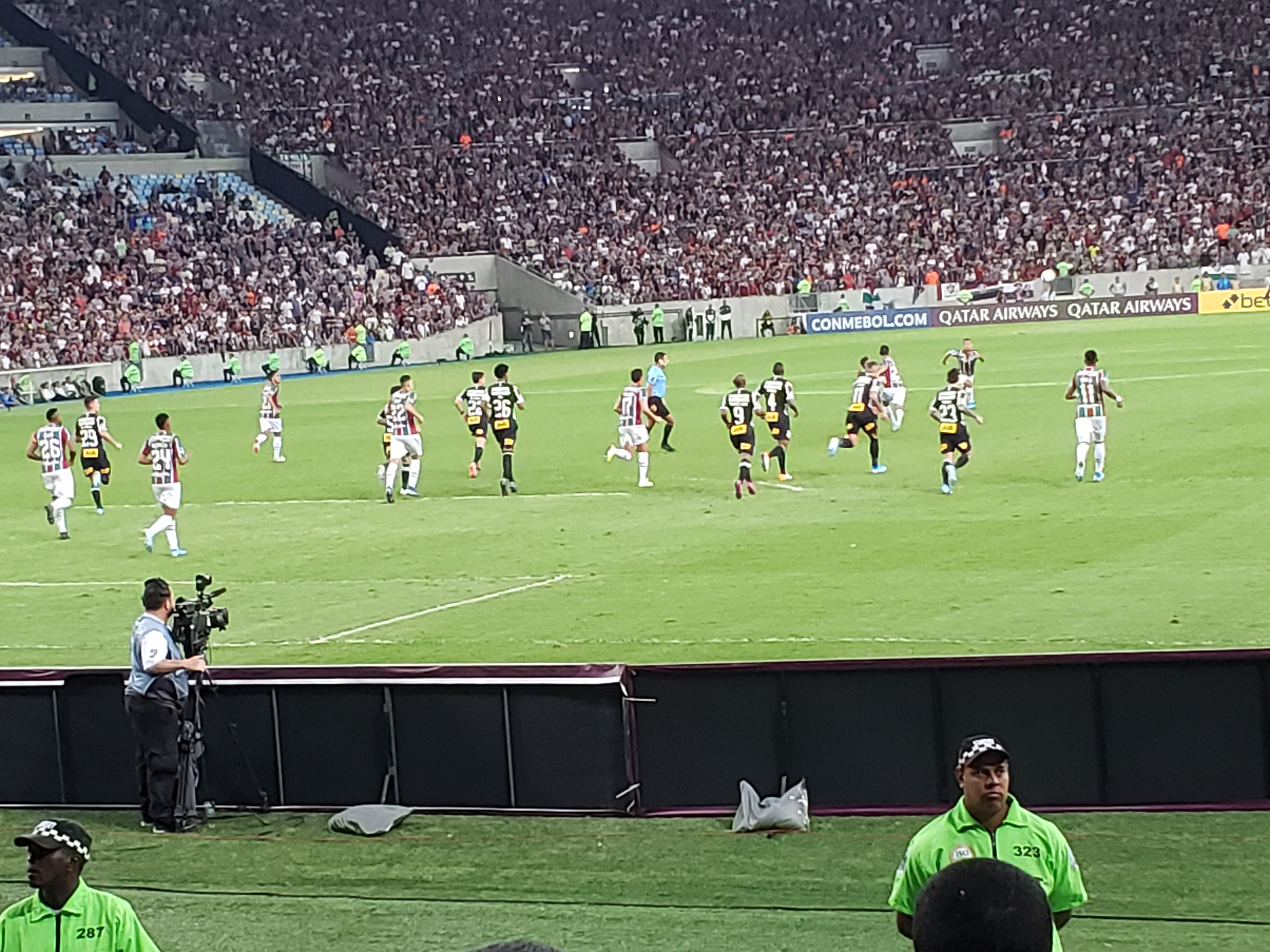
Panorâmica do Maracanã no confronto entre as equipes, em 2019.

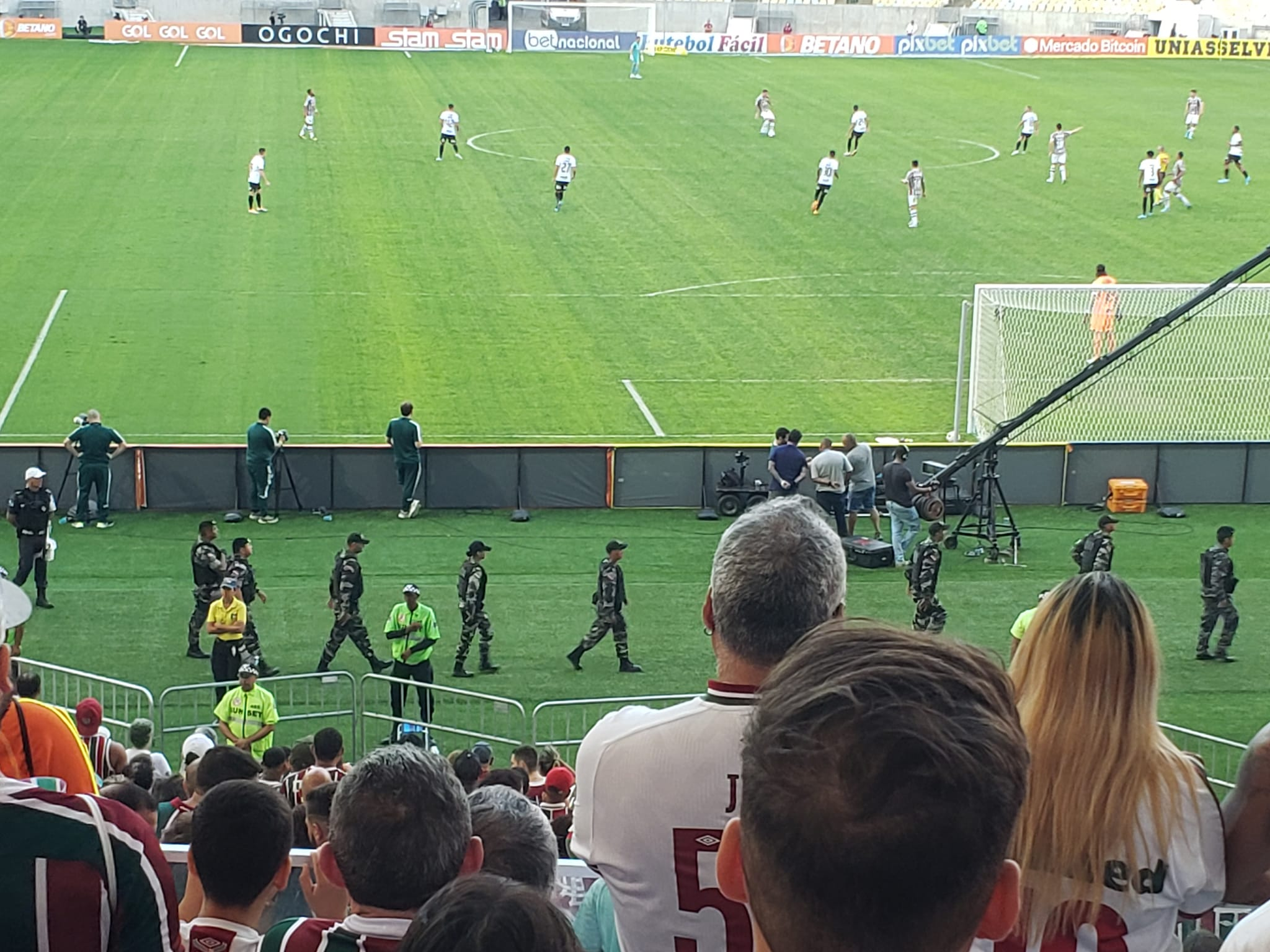
Os times duelaram no Maracanã, em 2022.

A primeira partida, disputada no Estádio das Laranjeiras em 16 de abril de 1933, terminou empatada por 4 a 4, o que parecia pronunciar a intensidade dos confrontos, desde então. Esta foi a primeira partida do Fluminense na Era Profissional, e marcou também a primeira partida interestadual do Corinthians no profissionalismo.
O Torneio Rio-São Paulo de 1940 foi encerrado ao final de seu primeiro turno, quando Fluminense e Flamengo o lideravam com folga, mas o Timão, em terceiro, era o clube paulista que fazia a melhor campanha, tendo o empate de 2 a 2 no Pacaembu, em 17 de julho, uma quarta-feira,  rendido cerca de 54 contos de réis, renda muito boa para os padrões dessa época, notadamente em jogos interestaduais, com 24.507 pagantes, fora os não pagantes, talvez 30.000 pessoas.
Foi disputado em 1942 o Torneio Quinela de Ouro, na cidade de São Paulo, com o Corínthians sagrando-se campeão, em competição amistosa que reuniu também o Fluminense, o Flamengo, o Palmeiras e o São Paulo.
No dia 30 de março o Fluminense chegou na condição de líder à última rodada do Torneio Rio-São Paulo de 1952, bastando vencer o Corinthians em São Paulo para ser campeão sem depender de outros resultados. Com a derrota por 4 a 2, em partida que teve 28.980 pagantes, viria a sagrar-se campeã posteriormente a Portuguesa.
Fluminense e a Corinthians decidiram a Copa Rio de 1952. Após uma vitória por 2 a 0 para o clube carioca no primeiro jogo realizado no dia 30 de julho e um empate em 2 a 2 no segundo confronto realizado no dia 2 de agosto, perante 65.946 torcedores, o Flu  sagrou-se campeão de forma invicta do torneio realizado com a chancela da FIFA.
No Torneio Rio-São Paulo de 1954 o Fluminense chegou à última rodada bastando vencer o Vasco (já sem chances de título) para ser campeão, pois tinha 1 ponto de vantagem sobre o Corinthians e o Palmeiras, que disputariam o Derby Paulista no Pacaembu. Com o Maracanã recebendo 42.031 pessoas (34.131 pagantes), o maior público desta edição do Torneio Rio-São Paulo, o Vasco fez 1 a 0 com um gol de Vavá e fechou-se atrás aguentando a pressão do Flu até o final, enquanto, em São Paulo, o Corinthians venceu o Palmeiras por 1 a 0, sagrando-se campeão.
Na Década de 1950, o Timão seria campeão do Torneio Rio-São Paulo, em 1953 e 1954, assim como o Flu seria campeão invicto em 1957 e em 1960, com uma derrota. Após a definição do título na edição de 1957, o técnico tricolor Sylvio Pirillo apontou a vitória do Fluminense sobre o Corinthians por 3 a 2 como o maior triunfo do time nesta competição, notadamente por Waldo ter feito o gol da vitória no final da partida, praticamente tirando a bola das mãos do arqueiro corinthiano, quando o empate parecia ser o resultado definitivo.
Em 11 de fevereiro de 1958, os dois clubes apresentariam-se pela primeira vez fora de seus estados de origem, na Bahia, com o Estádio da Fonte Nova quase lotado, segundo a agência de notícias Sport Press, embora a renda razoável de Cr$ 212.780,00 não pareça justificar isso, com vitória do Fluminense por 3 a 0 na partida amistosa.
No Torneio Rio-São Paulo de 1960 o Corinthians terminaria em terceiro, há apenas três pontos do Fluminense, com a vitória tricolor por 2 a 1 no Pacaembu tendo sido fundamental para o desfecho dessa competição ter sido favorável ao clube carioca.
O primeiro confronto válido por uma competição nacional foi o empate por 3 a 3 no Pacaembu em 19 de março de 1967, um domingo à noite, pois durante o dia teve eleição para a presidência do Corinthians.
O dia 5 de dezembro de 1976 marca a Invasão Corintiana. Dos quase 147 mil pagantes, além dos não pagantes, calcula-se que cerca de 70 mil torcedores estiveram torcendo para o clube que possui a alcunha de "Fiel Torcida", uma grande parte que se deslocou de São Paulo em direção a capital fluminense para assistir o empate por 1 a 1, sucedido por vitória nos penais favorável ao Timão, havendo na torcida corinthiana bandeiras do Flamengo, Vasco e Botafogo. Foram colocados à venda para essa partida, 169.173 ingressos, sendo 110.000 de arquibancadas, 35.000 de gerais, 23.100 cadeiras, 765 cadeiras especiais e 268 camarotes (há uma diferença de 40 ingressos, possível erro de datilografia ou soma do colunista Luiz Bayer), havendo também lugares na Tribuna de Honra, cadeiras cativas e outras gratuidades previstas em lei. 52.000 ingressos foram enviados para São Paulo, 10 mil foram devolvidos e 700 cadeiras compradas pelos corinthianos no dia do jogo. Tantã, chefe da torcida do Corinthians, afirmava no dia anterior ao jogo que seriam 40.000 corinthianos presentes ao Maracanã. A torcida do Corinthians acampou na sede do Flamengo. Quatro horas e quarenta e cinco minutos antes do início da partida, haviam ainda cerca de 10.000 arquibancadas e 25.000 gerais para serem vendidas, de modo que é de se supor que as arquibancadas tenham sido esgotadas ou quase isso. Caso esgotadas, sobrariam ainda mais de 32.000 ingressos vendidos, fora as gratuidades.
No Torneio dos Campeões de 1982, Fluminense e Corinthians ficaram no mesmo grupo, que reunia ainda Palmeiras, Portuguesa e Santa Cruz, com Fluminense e Portuguesa classificando-se para a fase seguinte.
Pelo menos em duas ocasiões aconteceram partidas para troca de faixas como campeões carioca e paulista, em  18 de dezembro de 1983 e em 11 de agosto de 1995. Na primeira, empate por 2 a 2 no Maracanã na qual o Corinthians conquistou a Taça Rogério Marinho no cara ou coroa e ambos os clubes receberam taças como campeões estaduais das Organizações Globo. Na segunda, disputada em Uberlândia (MG) e patrocinada pela Rede SBT, vitória tricolor por 3 a 2.
Em 1984, Corinthians e Fluminense se enfrentaram novamente em uma semifinal de Campeonato Brasileiro. O Corinthians contava com o ídolo e craque nacional Sócrates, além de Walter Casagrande e Zenon. Mas a história foi diferente de 1976, a equipe tricolor não se intimidou com um Morumbi lotado e acabou por vencer a partida por 2 a 0, gols de Assis e Tato, perante mais de 95.000 torcedores, adquirindo boa vantagem na disputa e  confirmando-a uma semana depois com o empate sem gols no Rio, desta feita com mais de 118.000 pagantes, tendo um caminhão de lixo batido e derrubado um muro do Maracanã, provocando uma invasão de milhares de torcedores sem ingressos. Segundo a Folha de S. Paulo, 5.000 presentes eram corintianos.
Na Copa dos Campeões de 2002, os dois clubes ficaram no mesmo grupo, que reunia ainda Náutico e Paysandu. A vitória por 1 a 0 na última rodada da primeira fase, classificou o Flu para as quartas de finais e eliminou o Timão.
Em 2002, um novo encontro entre as equipes no Campeonato Brasileiro e novamente na fase semifinal, com o Corinthians levando a melhor. No jogo de ida, em 1 de dezembro, no Maracanã, o artilheiro Romário garantiu a vitória do Flu por 1 a 0 e a vantagem para a segunda partida. Mas no Morumbi, o Timão ganhou por 3 a 2 (dois gols de Guilherme e um de Gil, e dois de Roni pelo Flu) e avançou para a final por ter melhor campanha nesta competição.
Na primeira fase da Copa Sul-Americana de 2003 o Flu venceu o Corinthians no Maracanã por 2 a 0, assim como venceria na rodada seguinte o Atlético pelo mesmo resultado em Minas, classificando-se para a próxima fase, quando viria a ser eliminado pelo São Paulo, ao empatar por 1 a 1 no Rio e perder por 1 a 0 o jogo da capital paulista.
Na Copa do Brasil de 2009, Fluminense e Corinthians cruzaram seus caminhos mais uma vez, desta vez, nas quartas de finais. O Corinthians venceu a primeira partida por 1 a 0 no Pacaembu e o empate em 2 a 2 no Maracanã na segunda partida acabou classificando a equipe paulista, que seria campeã desta competição.
Na grande disputa do Campeonato Brasileiro de 2010 no qual o Flu acabou campeão, os dois clubes disputaram o título desde o início deste campeonato com o Corinthians tendo perdido o vice-campeonato para o Cruzeiro na última rodada, assim como ocorreu o inverso no Campeonato Brasileiro de Futebol de 2011, quando o Corinthians foi o campeão, e o Fluminense, campeão simbólico do segundo turno desta competição, o terceiro colocado na classificação final.
Em 2015 os dois clubes se apresentaram nos EUA, ainda em início de temporada, na disputa da Flórida Cup, que foi transmitida para 125 países de 5 continentes, e teve também os clubes alemães Bayer 04 Leverkusen e Colônia.
Fluminense e Timão disputaram também a Flórida Cup 2016, que teve ainda a participação de Bayer Leverkusen, Schalke 04 e de mais cinco clubes.
A vitória tricolor por 1 a 0 na centésima partida do clássico, disputada em 16 de junho de 2016, demonstrou o grande equilíbrio nas estatísticas até então: 36 vitórias do Fluminense, 35 do Corinthians, 29 empates e 133 gols para cada clube.
O Corinthians eliminou o Fluminense da Copa do Brasil de 2016 após empatar no Rio de Janeiro por 1 a 1 e vencer a segunda partida por 1 a 0.
Em partida válida pela 35ª rodada do Campeonato Brasileiro de 2017, o Corinthians sagrou-se campeão brasileiro ao vencer o Fluminense por 3 a 1 na Arena Corinthians.
A vitória corinthiana por 2 a 1 na primeira rodada do Campeonato Brasileiro de 2018, em partida disputada na Arena Corinthians, registrou a maior audiência da TV aberta em uma partida da rodada de estreia do Brasileirão desde o ano de 2006 e também a maior audiência do dia para a TV Globo, com a partida tendo sido transmitida para 24 estados.
Na primeira partida válida pelas quartas de final da Copa Sul-Americana de 2019, empate por 0 a 0 na Arena Corinthians, perante 37.550 torcedores presentes, e ao empatar por 1 a 1 na segunda partida, realizada no Maracanã perante 57.703 torcedores, o Corinthians classificou-se para as semifinais da competição, pelo critério de desempate do gol fora de casa.

Em 17 de agosto de 2024, morre o apresentador e empresário Silvio Santos, torcedor do Fluminense na infância e do Corinthians a partir da fase adulta. Após sua morte, que por coincidência ocorreu no mesmo dia do confronto entre as duas equipes pela 23ª rodada do Campeonato Brasileiro de 2024, ambos os times, no Maracanã, prestaram homenagens e fizeram um minuto de silêncio. A partida, no entanto, terminou empatada em 0 a 0 e com poucas atuações de destaque em campo. Durante o jogo, imagens da trajetória de Silvio Santos foram exibidas nas telas do estádio, e na abertura, uma faixa erguida pelos jogadores dos dois clubes trazia a inscrição: 
“O maior craque da TV brasileira. Nossa homenagem ao genial Silvio Santos”.

## Ídolos

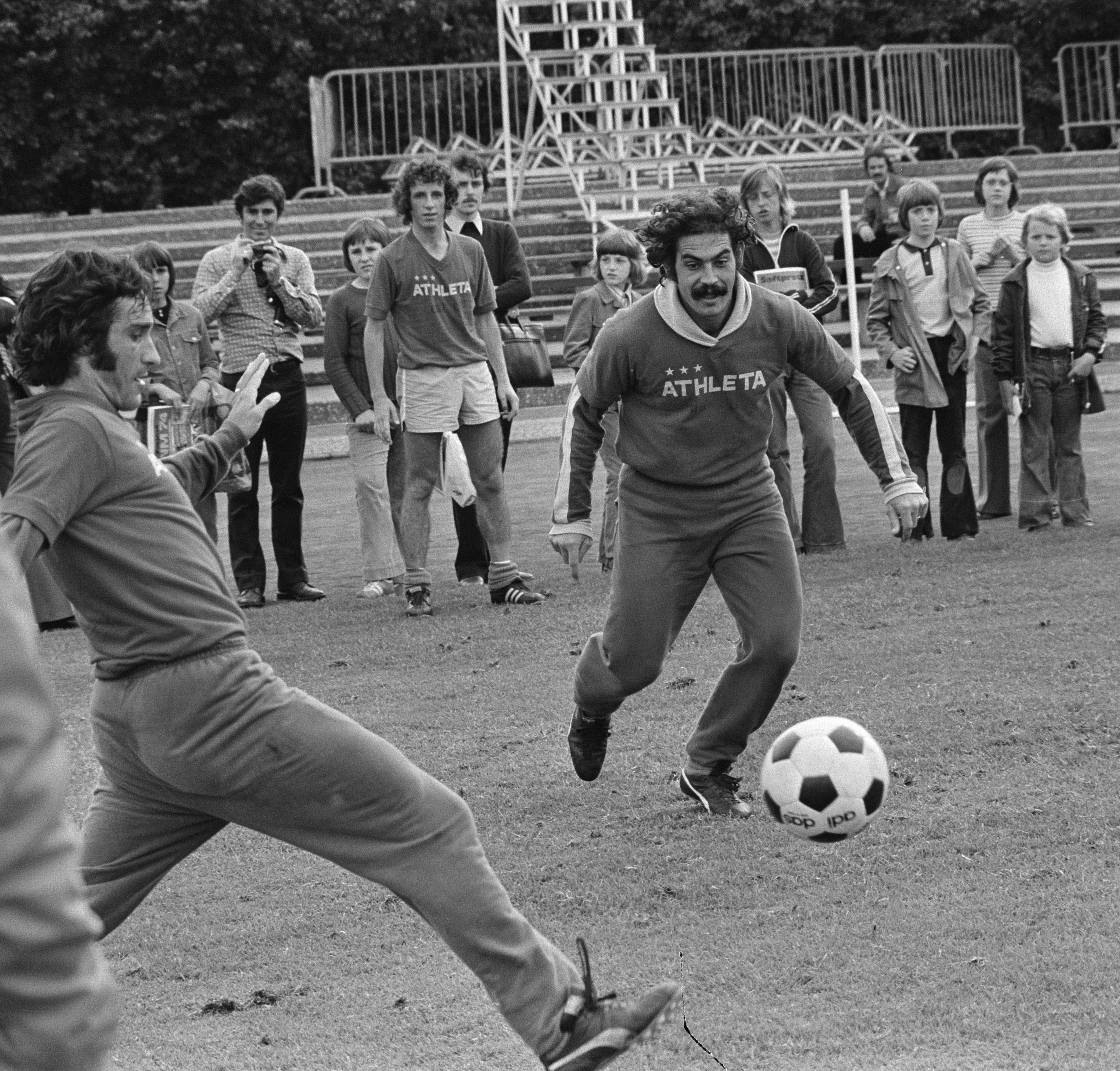
Rivellino durante treinamento na Copa do Mundo de 1974.

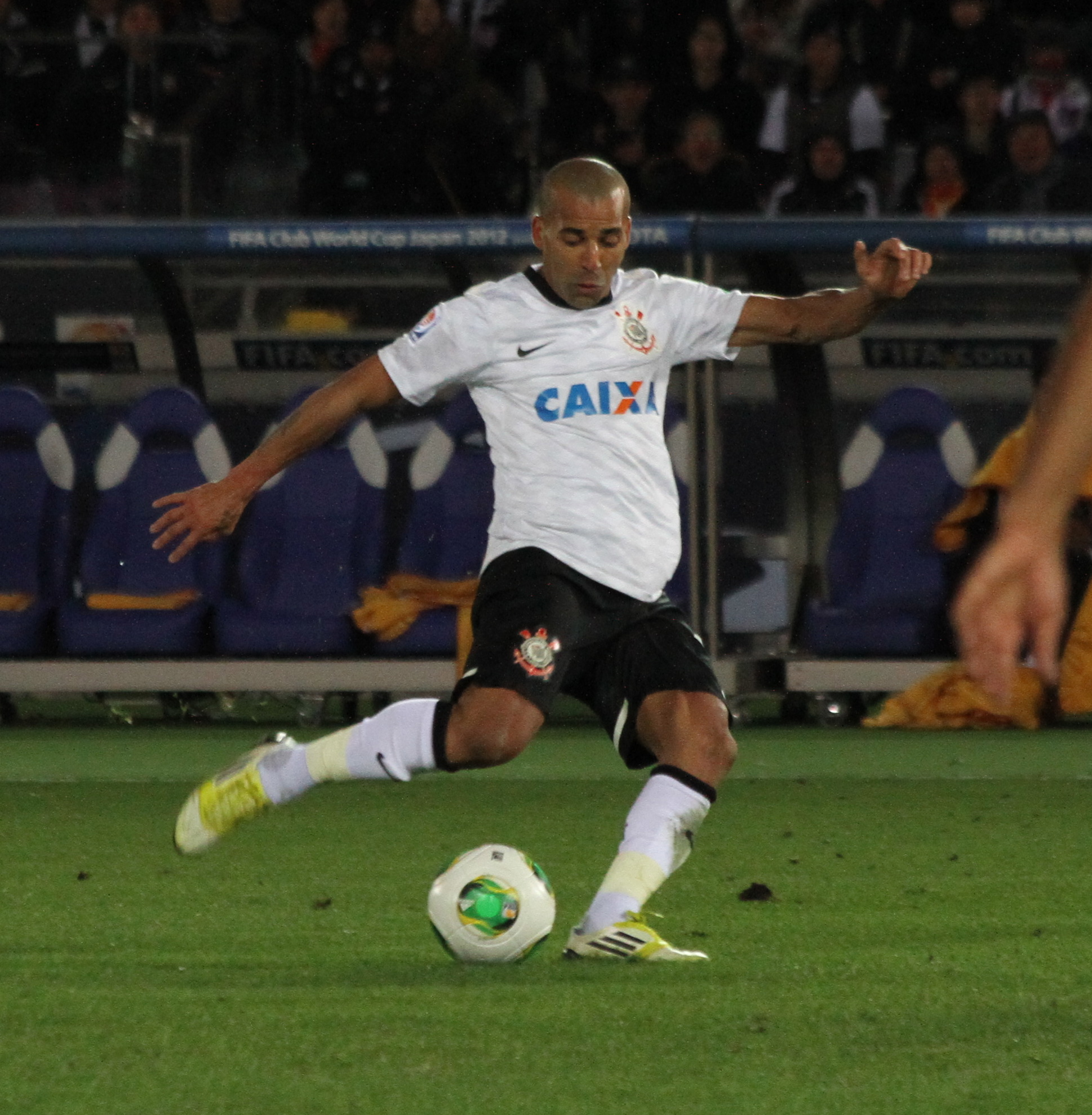
Emerson Sheik no Corinthians.

Hércules
Hércules de Miranda jogou 176 jogos pelo Fluminense entre 1935 e 1942, fazendo 164 gols, uma média de quase um por partida, sendo Hércules até os dias de hoje, o quarto maior artilheiro Fluminense. Pelo Tricolor, foi campeão carioca em 1936, 1937, 1938, 1940 e 1941, do Torneio Municipal em 1938 e do Torneio Extra de 1941, entre os seus principais títulos. Apesar de ter chegado ao clube paulista perto de completar 30 anos, Hércules teve grandes atuações pelo Corinthians, inclusive tendo sido o artilheiro do Paulista de 1943, ao marcar 19 gols. Ao todo, foram 73 jogos e 56 gols em apenas dois anos.
Flávio
Flávio Almeida da Fonseca ou simplesmente Flávio, marcou 166 gols em 232 jogos pelo Corinthians e 92 gols em 115 jogos pelo Fluminense. Pelo Timão foi artilheiro do estadual de 1967 com 21 gols (superando Pelé) e sendo autor de um dos gols que quebrou o tabu de 11 anos que o Corínthians ficou sem ganhar do Santos. Foi neste período que ganhou do locutor Geraldo José de Almeida o apelido de Flávio Minuano, numa alusão ao vento minuano, característico do Rio Grande do Sul. De São Paulo, Flávio transferiu-se para o Flu em 1969, sendo campeão carioca logo no primeiro ano. Era uma época de clássicos com o Maracanã lotado e mais de 171.000 pagantes na final deste campeonato, um Fla-Flu sensacional, em que o Fluminense venceu por 3 a 2, de virada, com Flávio sendo o grande herói da conquista. Pelo Fluminense, Flávio foi ainda campeão do Campeonato Brasileiro em 1970, do Carioca de 1971 e das Taças Guanabaras de 1969 e 1971 (nessa época, competições independentes do Campeonato Carioca).
Rivellino
Após a derrota na decisão do Campeonato Paulista de 1974, Roberto Rivellino, ídolo da equipe alvinegra e titular da Seleção Brasileira na Copa do Mundo de 1970 e também na de 1974, se tornou responsável segundo torcedores – e até por diretores – pela perda do título, que ampliou o jejum do Timão, com o já craque consagrado, sendo negociado com o Flu após isso. Em 8 de fevereiro de 1975, estreou pelo Tricolor em um amistoso contra o seu ex-clube, em um sábado de Carnaval que, ainda assim, teve 40.547 pagantes. Rivellino provou o seu talento – e o erro do Corinthians ao negociá-lo – ao marcar os três gols na vitória do Flu por 4 a 1, no Maracanã, e vindo a se tornar ídolo também do Flu. Este episódio dos três gols de Rivellino sobre seu ex-clube é chamado, por alguns, de "A vingança do Reizinho".
Emerson
Outro jogador marcante para as duas torcidas foi Emerson Sheik, autor do gol do título do Campeonato Brasileiro de 2010 para o Fluminense e de dois na final da Copa Libertadores da América de 2012 para o Corinthians.

## Jogos decisivos
Em decisões

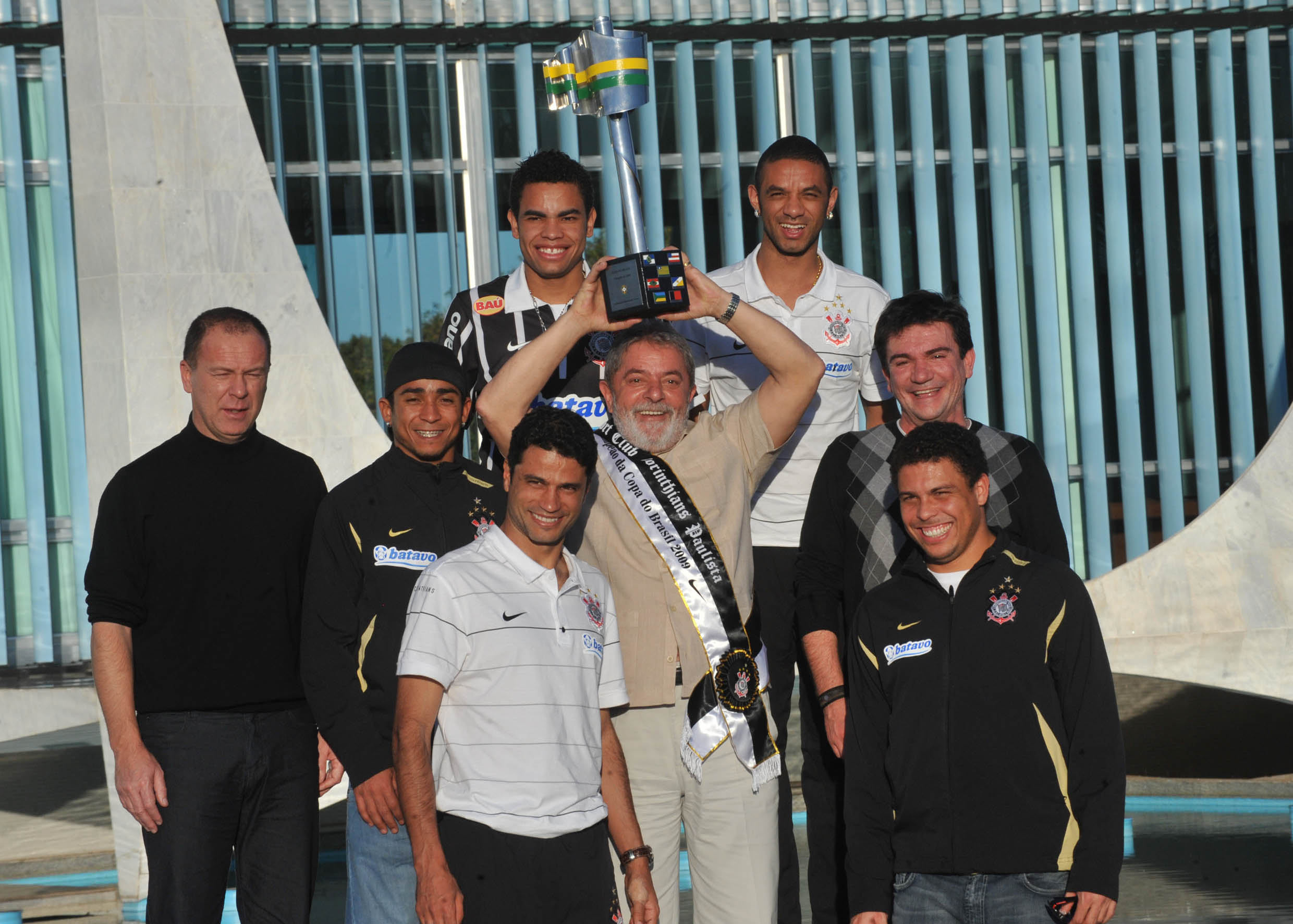
O Corinthians conquistou a Copa do Brasil de 2009. A delegação corinthiana foi recebida pelo Presidente Lula após a conquista.

Em 1941, o Corinthians ganhou a Taça dos Campeões Estaduais em cima do Fluminense.

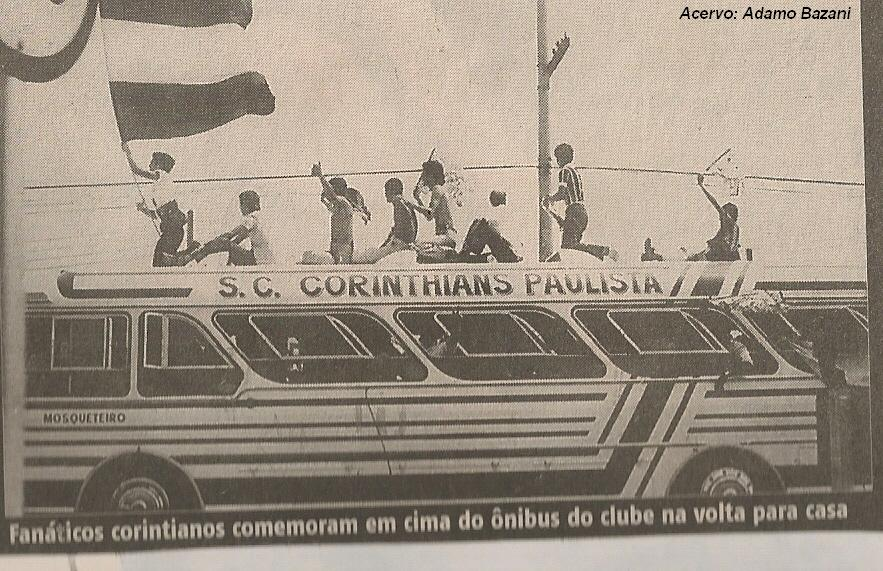
Torcedores do Timão comemorando ao retornarem para São Paulo após a Invasão Corinthiana ao Maracanã, que ocorreu na semifinal do Brasileirão de 1976.

Em 1952, o Fluminense conquistou a Copa Rio em cima do Corinthians.
Em 1981, o Corinthians ganhou do Fluminense na partida que valia o terceiro lugar do Torneio Independência.
Mata-matas em competições da CBF
Em 1976, o Corinthians eliminou o Fluminense na semifinal do Campeonato Brasileiro.
Em 1984, o Fluminense eliminou o Corinthians na semifinal do Campeonato Brasileiro e avançou para a final. Na decisão, o Flu venceu o clássico carioca diante do Vasco da Gama e conquistou o seu 2º título do Brasileirão.
Em 2002, o Corinthians eliminou o Fluminense na semifinal do Campeonato Brasileiro.
Em 2002, o Fluminense eliminou o Corinthians na fase de Grupos da  Copa dos Campeões.
Em 2009, o Corinthians eliminou o Fluminense nas quartas de final da Copa do Brasil e avançou até a final. Na decisão, o clube paulista conquistou o seu 3º título do torneio.
Em 2016, o Corinthians eliminou o Fluminense nas oitavas de final da Copa do Brasil.
Em 2022, o Corinthians eliminou o Fluminense na semifinal da Copa do Brasil.
Competições da Conmebol
Em 2003, o Fluminense eliminou o Corinthians da Copa Sul-Americana.
Em 2019, o Corinthians eliminou o Fluminense nas quartas de final da Copa Sul-Americana.
Jogo importante
Em 2017, o Corinthians venceu o Fluminense pela 35ª rodada e conquistou o Campeonato Brasileiro pela 7ª vez.

## Outras estatísticas
Cidades e estados
Ao todo, 60 jogos foram realizados em São Paulo e 53 realizados no Rio de Janeiro, com 6 jogos tendo sido realizados em outros estados: 2 no Distrito Federal, 2 em Minas Gerais, 1 na Bahia e 1 no Pará, em 13 cidades diferentes no total dos jogos.
Principais estádios
Foram 41 partidas realizadas no Maracanã, com 18 vitórias do Fluminense, 8 do Corinthians e 15 empates, com 64 gols tricolores e 41 corinthianos, com 35 partidas tendo sido realizadas no Pacaembu, estádios que receberam o maior número de jogos. No Pacaembu foram 16 vitórias do Corinthians, 11 do Fluminense e 8 empates, com 54 gols corinthianos e 41 tricolores e apenas 6 jogos tendo sido realizados no Morumbi, maior estádio do Estado de São Paulo. Na Arena Corinthians, palco do Século XXI, foram 10 jogos, com 7 vitorias do Corinthians, 3 do Fluminense e 2 empates, com 19 gols a favor do Corinthians e 8 a favor do Fluminense.
Torneio Rio-São Paulo
Pelo Torneio Rio-São Paulo foram 23 jogos, com 10 vitórias do Corinthians, 7 do Fluminense e 6 empates, 38 gols a favor do Corinthians e 32 a favor do Fluminense.
Campeonato Brasileiro
Em jogos válidos pelo Campeonato Brasileiro Unificado foram 67 jogos, com 24 vitórias do Corinthians, 24 do Fluminense e 19 empates, 73 gols a favor do Corinthians e 69 a favor do Fluminense.
Copa do Brasil
Corinthians e Fluminense disputaram 5 jogos pela Copa do Brasil, com três vitórias corinthianas e três empates, 10 gols a favor do Corinthians e 5 a favor do Fluminense.
Conmebol
Três confrontos foram realizados válidos por competição oficial da Conmebol, o primeiro na vitória tricolor por 2 a 0 pela Copa Sul-Americana de 2003, em 13 de agosto daquele ano, disputada no Maracanã, competição na qual o Fluminense avançaria de fase, e em 2019, com empate de 0 a 0 na primeira partida das quartas-de-final da Copa Sul-Americana de 2019 disputada na Arena Corinthians e 1 a 1 na partida disputada no Maracanã, que garantiu classificação corinthiana.

## Recordes

### Artilheiros
O maior artilheiro deste confronto é o tricolor Waldo, com 7 gols, e o do Timão é Baltazar, com 6 tentos marcados.

### Goleadas
Maior goleada do Corinthians
Corinthians 5–0 Fluminense, 13 de janeiro de 2021, Brasileirão.
Maior goleada do Fluminense
Fluminense 5–1 Corinthians, 15 de abril de 1959, Torneio Rio-São Paulo.

### Partidas com mais gols
Em duas ocasiões ocorreram partidas com 8 gols envolvendo Corinthians e Fluminense: em 16 de abril de 1933 (4–4) e em 10 de abril de 1940 (Flu 5–3).

### Séries
A maior série invicta é corinthiana, 12 jogos entre 2005 e 2011. Já a favor do Flu, 7 jogos, entre 2000 e 2002.
A maior série de vitórias também é do Timão, 4 jogos entre 1990 e 1994, a favor do Flu é de 3 jogos, entre 2003 e 2004.

## Maiores públicos
Aonde não constam os públicos pagantes e presentes, a referência é aos pagantes, acima de 40.000 presentes.
1. Fluminense 1–1 Corinthians, 146.043, 5 de dezembro de 1976, Campeonato Brasileiro, Maracanã. [nota 1]Fest da torcida do Corinthians.Tradicional festa do pó-de-arroz da torcida tricolor numa partida contra o Corinthians.

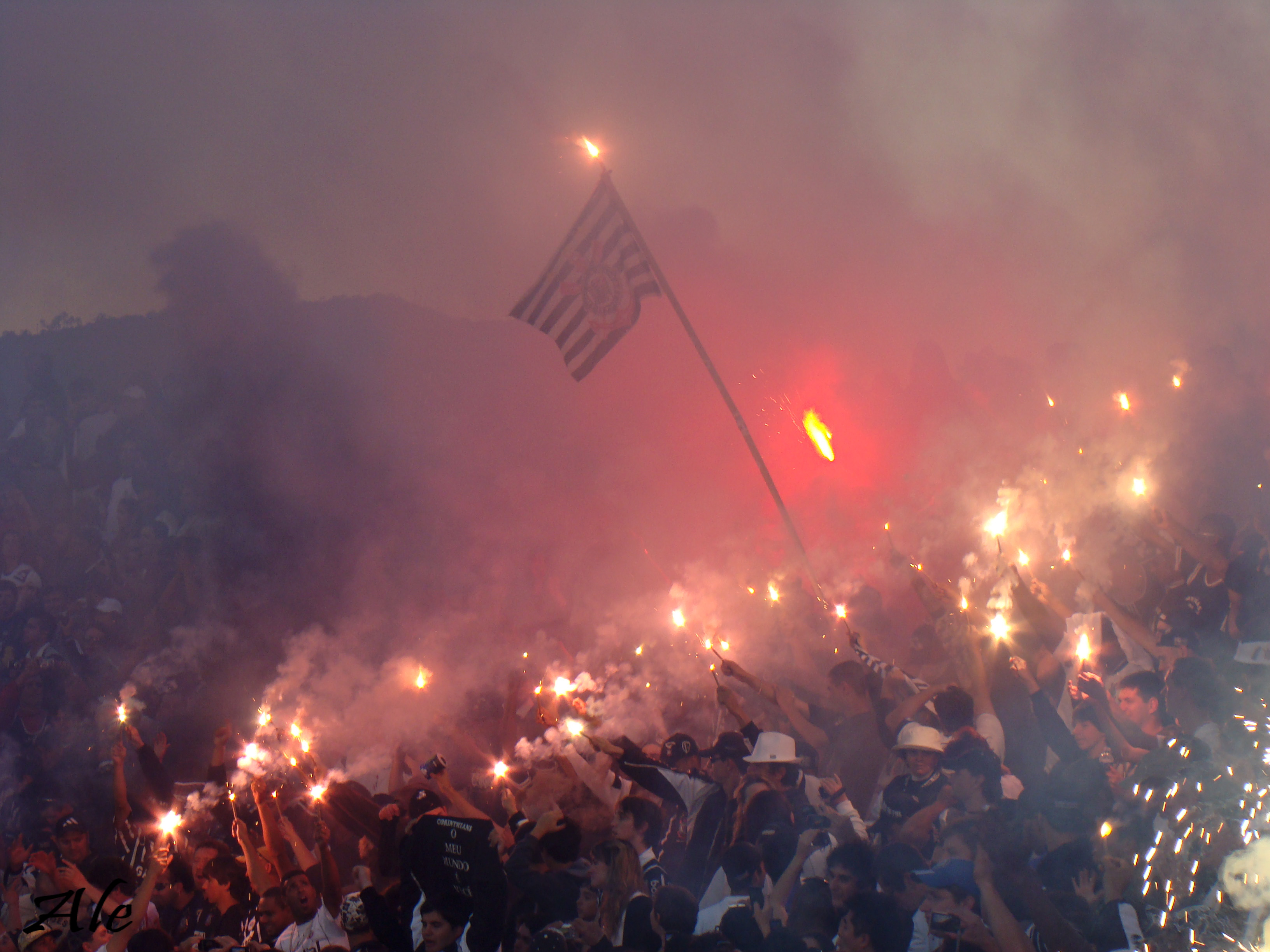
Fest da torcida do Corinthians.

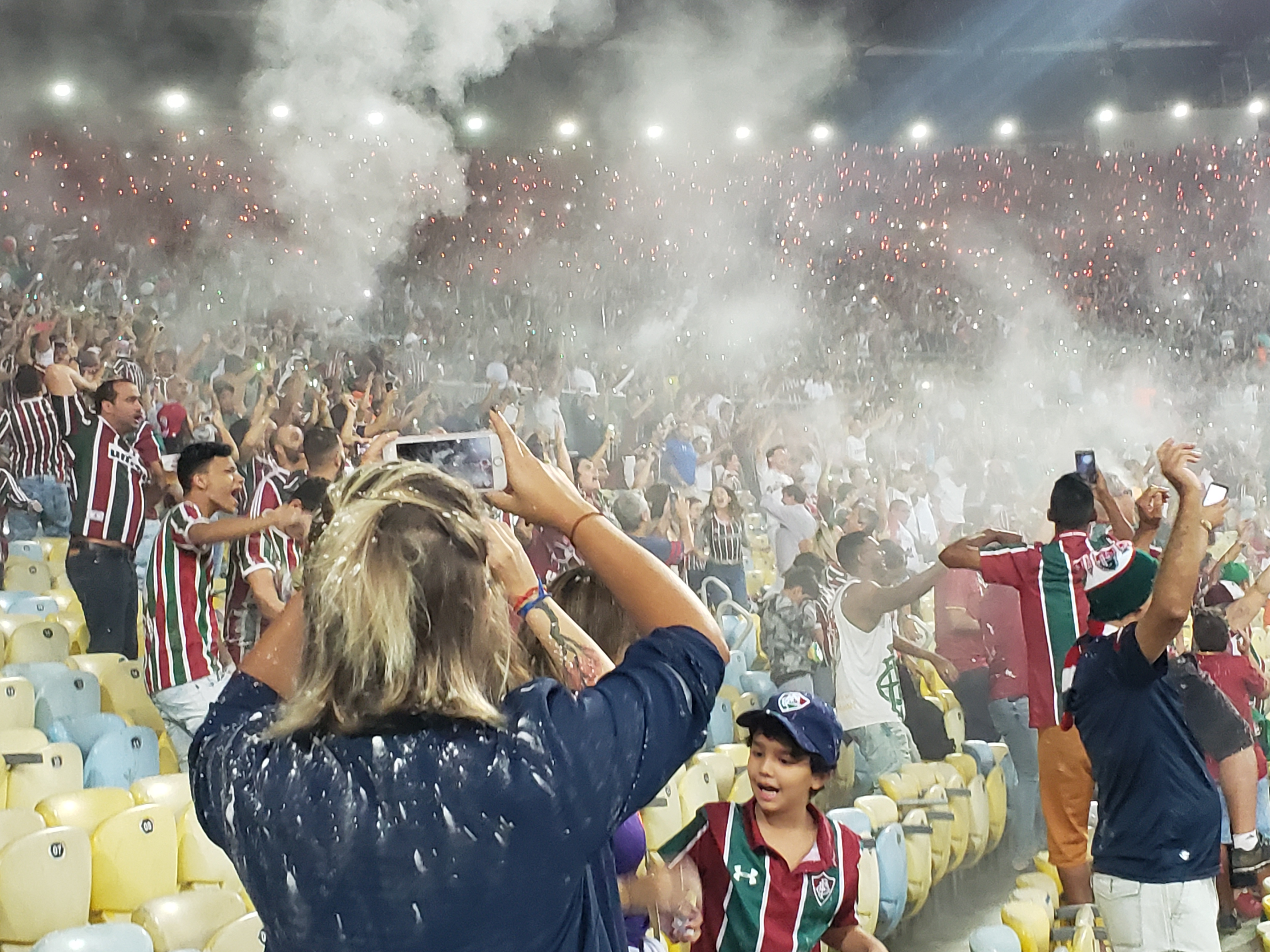
Tradicional festa do pó-de-arroz da torcida tricolor numa partida contra o Corinthians.

2. Fluminense 0–0 Corinthians, 118.370, 20 de maio de 1984, Campeonato Brasileiro, Maracanã. [nota 2]
3. Corinthians 0–2 Fluminense, 95.392, 13 de maio de 1984, Campeonato Brasileiro, Morumbi (90.560 pagantes).
4. Fluminense 1–0 Corinthians, 68.659, 1 de dezembro de 2002, Campeonato Brasileiro, Maracanã (56.760 pagantes).
5. Fluminense 2–2 Corinthians, 68.158, 20 de maio de 2009, Copa do Brasil, Maracanã (64.533 pagantes).
6. Fluminense 2–2 Corinthians, 65.946, 2 de agosto de 1952, Copa Rio, Maracanã (53.074 pagantes).
7. Corinthians 3–2 Fluminense, 59.595, 4 de dezembro de 2002, Campeonato Brasileiro, Morumbi (59.595 pagantes).
8. Fluminense 2–2 Corinthians, 58.203, 24 de agosto de 2022, Copa do Brasil, Maracanã (54.366 pagantes).
9. Corinthians 0–0 Fluminense, 57.773, 17 de dezembro de 1972, Campeonato Brasileiro, Pacaembu (56.424 pagantes).
10. Fluminense 1–1 Corinthians, 57.703, 29 de agosto de 2019, Copa Sul-Americana, Maracanã (53.237 pagantes).
11. Corinthians 0–0 Fluminense, 56.543, 16 de novembro de 1975, Campeonato Brasileiro, Morumbi (55.546 pagantes).
12. Corinthians 3–1 Fluminense, 46.189, 15 de novembro de 2017, Campeonato Brasileiro, Arena Corinthians (45.775 pagantes).
13. Corinthians 3–0 Fluminense, 45.998, 15 de setembro de 2022, Copa do Brasil, Arena Corinthians (45.558 pagantes).
14. Fluminense 4–0 Corinthians, 44.782, 2 de julho de 2022, Campeonato Brasileiro, Maracanã (41.911 pagantes).
15. Fluminense 1–0 Corinthians, 43.029, 6 de março de 1983, Campeonato Brasileiro, Maracanã.
16. Fluminense 4–1 Corinthians, 40.547, 8 de fevereiro de 1975, Jogo amistoso, Maracanã.

Por décadas
1951/1960: 1.
1971/1980: 4.
1981/1990: 3.
2001/2010: 3.
2011/2020: 2.
2021/2030: 3.
No Estádio do Engenhão
Fluminense 1–0 Corinthians, 26.979, 11 de setembro de 2011, Campeonato Brasileiro (22.399 pagantes).

## Todos os confrontos
Campeão em jogo válido por final de campeonato.
 Vice-campeão em jogo válido por final de campeonato ou em rodada que decidiu o título.
| Nº  | Data                    | Mandante           | Placar      | Visitante          | Competição                                | Estádio             | Local          | V.Cor | E  | V.Flu |
| 1   | 16 de abril de 1933     | Fluminense         | 4–4         | Corinthians        | Jogo amistoso                             | Laranjeiras         | Rio de Janeiro |       | 1  |       |
| 2   | 4 de junho de 1933      | Fluminense         | 0–0         | Corinthians        | Torneio Rio-São Paulo                     | Laranjeiras         | Rio de Janeiro |       | 2  |       |
| 3   | 3 de setembro de 1933   | Corinthians        | 2–1         | Fluminense         | Torneio Rio-São Paulo                     | Fazendinha          | São Paulo      | 1     |    |       |
| 4   | 10 de abril de 1940     | Fluminense         | 5–3         | Corinthians        | Jogo amistoso                             | Laranjeiras         | Rio de Janeiro |       |    | 1     |
| 5   | 17 de julho de 1940     | Corinthians        | 2–2         | Fluminense         | Torneio Rio-São Paulo                     | Pacaembu            | São Paulo      |       | 3  |       |
| 6   | 23 de dezembro de 1941  | Corinthians        | 5–2         | Fluminense         | Taça dos Campeões Estaduais Rio-São Paulo | Pacaembu            | São Paulo      | 2     |    |       |
| 7   | 18 de março de 1942     | Corinthians        | 2–1         | Fluminense         | Torneio Quinela de Ouro                   | Pacaembu            | São Paulo      | 3     |    |       |
| 8   | 19 de junho de 1943     | Corinthians        | 1–3         | Fluminense         | Jogo amistoso                             | Pacaembu            | São Paulo      |       |    | 2     |
| 9   | 17 de outubro de 1943   | Corinthians        | 4–1         | Fluminense         | Jogo amistoso                             | Pacaembu            | São Paulo      | 4     |    |       |
| 10  | 10 de abril de 1946     | Corinthians        | 0–2         | Fluminense         | Jogo amistoso                             | Pacaembu            | São Paulo      |       |    | 3     |
| 11  | 25 de janeiro de 1949   | Corinthians        | 1–2         | Fluminense         | Torneio R. Monteiro                       | Pacaembu            | São Paulo      |       |    | 4     |
| 12  | 28 de janeiro de 1950   | Fluminense         | 1–3         | Corinthians        | Torneio Rio-São Paulo                     | São Januário        | Rio de Janeiro | 5     |    |       |
| 13  | 30 de março de 1952     | Corinthians        | 4–2         | Fluminense         | Torneio Rio-São Paulo                     | Pacaembu            | São Paulo      | 6     |    |       |
| 14  | 30 de julho de 1952     | Fluminense         | 2–0         | Corinthians        | Copa Rio                                  | Maracanã            | Rio de Janeiro |       |    | 5     |
| 15  | 2 de agosto de 1952     | Fluminense         | 2–2         | Corinthians        | Copa Rio                                  | Maracanã            | Rio de Janeiro |       | 4  |       |
| 16  | 25 de abril de 1953     | Fluminense         | 3–3         | Corinthians        | Torneio Rio-São Paulo                     | Maracanã            | Rio de Janeiro |       | 5  |       |
| 17  | 13 de junho de 1954     | Fluminense         | 0–1         | Corinthians        | Torneio Rio-São Paulo                     | Maracanã            | Rio de Janeiro | 7     |    |       |
| 18  | 24 de abril de 1955     | Fluminense         | 2–1         | Corinthians        | Torneio Rio-São Paulo                     | Maracanã            | Rio de Janeiro |       |    | 6     |
| 19  | 19 de maio de 1957      | Fluminense         | 3–2         | Corinthians        | Torneio Rio-São Paulo                     | Maracanã            | Rio de Janeiro |       |    | 7     |
| 20  | 11 de fevereiro de 1958 | Corinthians        | 0–3         | Fluminense         | Jogo amistoso                             | Fonte Nova          | Salvador       |       |    | 8     |
| 21  | 9 de março de 1958      | Fluminense         | 1–1         | Corinthians        | Torneio Rio-São Paulo                     | Maracanã            | Rio de Janeiro |       | 6  |       |
| 22  | 15 de abril de 1959     | Fluminense         | 5–1         | Corinthians        | Torneio Rio-São Paulo                     | Maracanã            | Rio de Janeiro |       |    | 9     |
| 23  | 13 de março de 1960     | Corinthians        | 1–3         | Fluminense         | Torneio Rio-São Paulo                     | Pacaembu            | São Paulo      |       |    | 10    |
| 24  | 25 de março de 1961     | Corinthians        | 3–0         | Fluminense         | Torneio Rio-São Paulo                     | Pacaembu            | São Paulo      | 8     |    |       |
| 25  | 17 de fevereiro de 1963 | Corinthians        | 2–0         | Fluminense         | Torneio Rio-São Paulo                     | Pacaembu            | São Paulo      | 9     |    |       |
| 26  | 28 de março de 1964     | Corinthians        | 2–1         | Fluminense         | Torneio Rio-São Paulo                     | Pacaembu            | São Paulo      | 10    |    |       |
| 27  | 13 de março de 1965     | Fluminense         | 2–1         | Corinthians        | Torneio Rio-São Paulo                     | Maracanã            | Rio de Janeiro |       |    | 11    |
| 28  | 9 de maio de 1965       | Fluminense         | 3–0         | Corinthians        | Torneio Rio-São Paulo                     | Maracanã            | Rio de Janeiro |       |    | 12    |
| 29  | 31 de maio de 1965      | Corinthians        | 2–2         | Fluminense         | Copa Ribeirão Preto de 1965               | Palma Travassos     | Ribeirão Preto |       | 7  |       |
| 30  | 13 de fevereiro de 1966 | Fluminense         | 0–2         | Corinthians        | Torneio Rio-São Paulo                     | São Januário        | Rio de Janeiro | 11    |    |       |
| 31  | 19 de março de 1967     | Corinthians        | 3–3         | Fluminense         | Torneio Roberto Gomes Pedrosa             | Pacaembu            | São Paulo      |       | 8  |       |
| 32  | 24 de novembro de 1968  | Fluminense         | 2–1         | Corinthians        | Torneio Roberto Gomes Pedrosa             | Maracanã            | Rio de Janeiro |       |    | 13    |
| 33  | 1 de novembro de 1969   | Corinthians        | 2–0         | Fluminense         | Torneio Roberto Gomes Pedrosa             | Pacaembu            | São Paulo      | 12    |    |       |
| 34  | 26 de setembro de 1970  | Fluminense         | 1–0         | Corinthians        | Torneio Roberto Gomes Pedrosa             | Maracanã            | Rio de Janeiro |       |    | 14    |
| 35  | 29 de agosto de 1971    | Fluminense         | 0–1         | Corinthians        | Campeonato Brasileiro                     | Maracanã            | Rio de Janeiro | 13    |    |       |
| 36  | 10 de setembro de 1972  | Corinthians        | 1–1         | Fluminense         | Campeonato Brasileiro                     | Pacaembu            | São Paulo      |       | 9  |       |
| 37  | 17 de dezembro de 1972  | Corinthians        | 0–0         | Fluminense         | Campeonato Brasileiro                     | Pacaembu            | São Paulo      |       | 10 |       |
| 38  | 21 de outubro de 1973   | Fluminense         | 1–3         | Corinthians        | Campeonato Brasileiro                     | Maracanã            | Rio de Janeiro | 14    |    |       |
| 39  | 8 de fevereiro de 1975  | Fluminense         | 4–1         | Corinthians        | Taça João Coelho Netto                    | Maracanã            | Rio de Janeiro |       |    | 15    |
| 40  | 6 de março de 1975      | Corinthians        | 1–2         | Fluminense         | Jogo amistoso                             | Pacaembu            | São Paulo      |       |    | 16    |
| 41  | 16 de novembro de 1975  | Corinthians        | 0–0         | Fluminense         | Campeonato Brasileiro                     | Morumbi             | São Paulo      |       | 11 |       |
| 42  | 5 de setembro de 1976   | Corinthians        | 2–0         | Fluminense         | Jogo amistoso                             | Morumbi             | São Paulo      | 15    |    |       |
| 43  | 5 de dezembro de 1976   | Fluminense         | 1 (1)–(4) 1 | Corinthians (pên.) | Campeonato Brasileiro                     | Maracanã            | Rio de Janeiro |       | 12 |       |
| 44  | 15 de janeiro de 1981   | Corinthians        | 4–2         | Fluminense         | Torneio Independência                     | Canindé             | São Paulo      | 16    |    |       |
| 45  | 8 de maio de 1982       | Fluminense         | 0–1         | Corinthians        | Torneio dos Campeões                      | Maracanã            | Rio de Janeiro | 17    |    |       |
| 46  | 30 de maio de 1982      | Corinthians        | 1–2         | Fluminense         | Torneio dos Campeões                      | Pacaembu            | São Paulo      |       |    | 17    |
| 47  | 23 de janeiro de 1983   | Corinthians        | 2–1         | Fluminense         | Campeonato Brasileiro                     | Morumbi             | São Paulo      | 18    |    |       |
| 48  | 6 de março de 1983      | Fluminense         | 1–0         | Corinthians        | Campeonato Brasileiro                     | Maracanã            | Rio de Janeiro |       |    | 18    |
| 49  | 18 de dezembro de 1983  | Fluminense         | 2–2         | Corinthians        | Taça Rogério Marinho                      | Maracanã            | Rio de Janeiro |       | 13 |       |
| 50  | 13 de maio de 1984      | Corinthians        | 0–2         | Fluminense         | Campeonato Brasileiro                     | Morumbi             | São Paulo      |       |    | 19    |
| 51  | 20 de maio de 1984      | Fluminense         | 0–0         | Corinthians        | Campeonato Brasileiro                     | Maracanã            | Rio de Janeiro |       | 14 |       |
| 52  | 13 de setembro de 1987  | Corinthians        | 0–1         | Fluminense         | Copa União                                | Pacaembu            | São Paulo      |       |    | 20    |
| 53  | 7 de setembro de 1988   | (pen.) Corinthians | 0 (3)–(2) 0 | Fluminense         | Campeonato Brasileiro                     | Morumbi             | São Paulo      |       | 15 |       |
| 54  | 19 de novembro de 1989  | Fluminense         | 1–1         | Corinthians        | Campeonato Brasileiro                     | Maracanã            | Rio de Janeiro |       | 16 |       |
| 55  | 19 de setembro de 1990  | Corinthians        | 1–0         | Fluminense         | Campeonato Brasileiro                     | Pacaembu            | São Paulo      | 19    |    |       |
| 56  | 20 de abril de 1991     | Corinthians        | 3–1         | Fluminense         | Campeonato Brasileiro                     | Pacaembu            | São Paulo      | 20    |    |       |
| 57  | 23 de maio de 1992      | Corinthians        | 1–0         | Fluminense         | Campeonato Brasileiro                     | Pacaembu            | São Paulo      | 21    |    |       |
| 58  | 30 de setembro de 1994  | Fluminense         | 1–3         | Corinthians        | Campeonato Brasileiro                     | Maracanã            | Rio de Janeiro | 22    |    |       |
| 59  | 11 de agosto de 1995    | Corinthians        | 2–3         | Fluminense         | Jogo amistoso                             | Parque do Sabiá     | Uberlândia     |       |    | 21    |
| 60  | 26 de novembro de 1995  | Corinthians        | 1–1         | Fluminense         | Campeonato Brasileiro                     | Uberabão            | Uberaba        |       | 17 |       |
| 61  | 13 de outubro de 1996   | Corinthians        | 3–1         | Fluminense         | Campeonato Brasileiro                     | Ibirapuera          | São Paulo      | 23    |    |       |
| 62  | 22 de outubro de 1997   | Fluminense         | 1–0         | Corinthians        | Campeonato Brasileiro                     | Rua Bariri          | Rio de Janeiro |       |    | 22    |
| 63  | 23 de janeiro de 2000   | Corinthians        | 0–1         | Fluminense         | Torneio Rio-São Paulo                     | Pacaembu            | São Paulo      |       |    | 23    |
| 64  | 5 de fevereiro de 2000  | Fluminense         | 0–1         | Corinthians        | Torneio Rio-São Paulo                     | Maracanã            | Rio de Janeiro | 24    |    |       |
| 65  | 22 de outubro de 2000   | Corinthians        | 1–3         | Fluminense         | Copa João Havelange                       | Pacaembu            | São Paulo      |       |    | 24    |
| 66  | 8 de fevereiro de 2001  | Corinthians        | 1–1         | Fluminense         | Torneio Rio-São Paulo                     | Pacaembu            | São Paulo      |       | 18 |       |
| 67  | 2 de dezembro de 2001   | Corinthians        | 1–2         | Fluminense         | Campeonato Brasileiro                     | Major Levy Sobrinho | Limeira        |       |    | 25    |
| 68  | 20 de janeiro de 2002   | Fluminense         | 1–1         | Corinthians        | Torneio Rio-São Paulo                     | Maracanã            | Rio de Janeiro |       | 19 |       |
| 69  | 14 de julho de 2002     | Corinthians        | 0–1         | Fluminense         | Copa dos Campeões                         | Mangueirão          | Belém          |       |    | 26    |
| 70  | 3 de novembro de 2002   | Corinthians        | 0–2         | Fluminense         | Campeonato Brasileiro                     | Pacaembu            | São Paulo      |       |    | 27    |
| 71  | 1 de dezembro de 2002   | Fluminense         | 1–0         | Corinthians        | Campeonato Brasileiro                     | Maracanã            | Rio de Janeiro |       |    | 28    |
| 72  | 4 de dezembro de 2002   | Corinthians        | 3–2         | Fluminense         | Campeonato Brasileiro                     | Morumbi             | São Paulo      | 25    |    |       |
| 73  | 29 de junho de 2003     | Corinthians        | 1–0         | Fluminense         | Campeonato Brasileiro                     | Pacaembu            | São Paulo      | 26    |    |       |
| 74  | 13 de agosto de 2003    | Fluminense         | 2–0         | Corinthians        | Copa Sul-Americana                        | Maracanã            | Rio de Janeiro |       |    | 29    |
| 75  | 22 de outubro de 2003   | Fluminense         | 1–0         | Corinthians        | Campeonato Brasileiro                     | Maracanã            | Rio de Janeiro |       |    | 30    |
| 76  | 24 de julho de 2004     | Fluminense         | 2–0         | Corinthians        | Campeonato Brasileiro                     | Maracanã            | Rio de Janeiro |       |    | 31    |
| 77  | 13 de novembro de 2004  | Corinthians        | 1–1         | Fluminense         | Campeonato Brasileiro                     | Pacaembu            | São Paulo      |       | 20 |       |
| 78  | 26 de junho de 2005     | Corinthians        | 0–1         | Fluminense         | Campeonato Brasileiro                     | João Paulo II       | Mogi Mirim     |       |    | 32    |
| 79  | 5 de outubro de 2005    | Fluminense         | 0–2         | Corinthians        | Campeonato Brasileiro                     | Raulino de Oliveira | Volta Redonda  | 27    |    |       |
| 80  | 16 de agosto de 2006    | Fluminense         | 1–2         | Corinthians        | Campeonato Brasileiro                     | Maracanã            | Rio de Janeiro | 28    |    |       |
| 81  | 18 de novembro de 2006  | Corinthians        | 1–1         | Fluminense         | Campeonato Brasileiro                     | Pacaembu            | São Paulo      |       | 21 |       |
| 82  | 7 de julho de 2007      | Corinthians        | 1–1         | Fluminense         | Campeonato Brasileiro                     | Pacaembu            | São Paulo      |       | 22 |       |
| 83  | 3 de outubro de 2007    | Fluminense         | 1–1         | Corinthians        | Campeonato Brasileiro                     | Maracanã            | Rio de Janeiro |       | 23 |       |
| 84  | 13 de maio de 2009      | Corinthians        | 1–0         | Fluminense         | Copa do Brasil                            | Pacaembu            | São Paulo      | 29    |    |       |
| 85  | 20 de maio de 2009      | Fluminense         | 2–2         | Corinthians        | Copa do Brasil                            | Maracanã            | Rio de Janeiro |       | 24 |       |
| 86  | 8 de julho de 2009      | Corinthians        | 4–2         | Fluminense         | Campeonato Brasileiro                     | Pacaembu            | São Paulo      | 30    |    |       |
| 87  | 7 de outubro de 2009    | Fluminense         | 1–1         | Corinthians        | Campeonato Brasileiro                     | Maracanã            | Rio de Janeiro |       | 25 |       |
| 88  | 23 de maio de 2010      | Corinthians        | 1–0         | Fluminense         | Campeonato Brasileiro                     | Pacaembu            | São Paulo      | 31    |    |       |
| 89  | 15 de setembro de 2010  | Fluminense         | 1–2         | Corinthians        | Campeonato Brasileiro                     | Engenhão            | Rio de Janeiro | 32    |    |       |
| 90  | 12 de junho de 2011     | Corinthians        | 2–0         | Fluminense         | Campeonato Brasileiro                     | Pacaembu            | São Paulo      | 33    |    |       |
| 91  | 11 de setembro de 2011  | Fluminense         | 1–0         | Corinthians        | Campeonato Brasileiro                     | Engenhão            | Rio de Janeiro |       |    | 33    |
| 92  | 20 de maio de 2012      | Corinthians        | 0–1         | Fluminense         | Campeonato Brasileiro                     | Pacaembu            | São Paulo      |       |    | 34    |
| 93  | 29 de agosto de 2012    | Fluminense         | 1–1         | Corinthians        | Campeonato Brasileiro                     | Engenhão            | Rio de Janeiro |       | 26 |       |
| 94  | 14 de agosto de 2013    | Fluminense         | 0–0         | Corinthians        | Campeonato Brasileiro                     | Maracanã            | Rio de Janeiro |       | 27 |       |
| 95  | 10 de novembro de 2013  | Corinthians        | 1–0         | Fluminense         | Campeonato Brasileiro                     | Arena da Fonte      | Araraquara     | 34    |    |       |
| 96  | 31 de agosto de 2014    | Corinthians        | 1–1         | Fluminense         | Campeonato Brasileiro                     | Arena Corinthians   | São Paulo      |       | 28 |       |
| 97  | 30 de novembro de 2014  | Fluminense         | 5–2         | Corinthians        | Campeonato Brasileiro                     | Maracanã            | Rio de Janeiro |       |    | 35    |
| 98  | 24 de maio de 2015      | Fluminense         | 0–0         | Corinthians        | Campeonato Brasileiro                     | Maracanã            | Rio de Janeiro |       | 29 |       |
| 99  | 2 de setembro de 2015   | Corinthians        | 2–0         | Fluminense         | Campeonato Brasileiro                     | Arena Corinthians   | São Paulo      | 35    |    |       |
| 100 | 16 de junho de 2016     | Fluminense         | 1–0         | Corinthians        | Campeonato Brasileiro                     | Mané Garrincha      | Brasília       |       |    | 36    |
| 101 | 31 de agosto de 2016    | Fluminense         | 1–1         | Corinthians        | Copa do Brasil                            | Giulite Coutinho    | Mesquita       |       | 30 |       |
| 102 | 21 de setembro de 2016  | Corinthians        | 1–0         | Fluminense         | Copa do Brasil                            | Arena Corinthians   | São Paulo      | 36    |    |       |
| 103 | 25 de setembro de 2016  | Corinthians        | 0–1         | Fluminense         | Campeonato Brasileiro                     | Arena Corinthians   | São Paulo      |       |    | 37    |
| 104 | 23 de julho de 2017     | Fluminense         | 0–1         | Corinthians        | Campeonato Brasileiro                     | Maracanã            | Rio de Janeiro | 37    |    |       |
| 105 | 15 de novembro de 2017  | Corinthians        | 3–1         | Fluminense         | Campeonato Brasileiro                     | Arena Corinthians   | São Paulo      | 38    |    |       |
| 106 | 15 de abril de 2018     | Corinthians        | 2–1         | Fluminense         | Campeonato Brasileiro                     | Arena Corinthians   | São Paulo      | 39    |    |       |
| 107 | 22 de agosto de 2018    | Fluminense         | 1–0         | Corinthians        | Campeonato Brasileiro                     | Maracanã            | Rio de Janeiro |       |    | 38    |
| 108 | 22 de agosto de 2019    | Corinthians        | 0–0         | Fluminense         | Copa Sul-Americana                        | Arena Corinthians   | São Paulo      |       | 31 |       |
| 109 | 29 de agosto de 2019    | Fluminense         | 1–1         | Corinthians        | Copa Sul-Americana                        | Maracanã            | Rio de Janeiro |       | 32 |       |
| 110 | 15 de setembro de 2019  | Fluminense         | 1–0         | Corinthians        | Campeonato Brasileiro                     | Mané Garrincha      | Brasília       |       |    | 39    |
| 111 | 8 de dezembro de 2019   | Corinthians        | 1–2         | Fluminense         | Campeonato Brasileiro                     | Arena Corinthians   | São Paulo      |       |    | 40    |
| 112 | 13 de setembro de 2020  | Fluminense         | 2–1         | Corinthians        | Campeonato Brasileiro                     | Maracanã            | Rio de Janeiro |       |    | 41    |
| 113 | 13 de janeiro de 2021   | Corinthians        | 5–0         | Fluminense         | Campeonato Brasileiro                     | Neo Química Arena   | São Paulo      | 40    |    |       |
| 114 | 27 de junho de 2021     | Fluminense         | 1–1         | Corinthians        | Campeonato Brasileiro                     | São Januário        | Rio de Janeiro |       | 33 |       |
| 115 | 13 de outubro de 2021   | Corinthians        | 1–0         | Fluminense         | Campeonato Brasileiro                     | Neo Química Arena   | São Paulo      | 41    |    |       |
| 116 | 2 de julho de 2022      | Fluminense         | 4–0         | Corinthians        | Campeonato Brasileiro                     | Maracanã            | Rio de Janeiro |       |    | 42    |
| 117 | 24 de agosto de 2022    | Fluminense         | 2–2         | Corinthians        | Copa do Brasil                            | Maracanã            | Rio de Janeiro |       | 34 |       |
| 118 | 15 de setembro de 2022  | Corinthians        | 3–0         | Fluminense         | Copa do Brasil                            | Neo Química Arena   | São Paulo      | 42    |    |       |
| 119 | 26 de outubro de 2022   | Corinthians        | 0–2         | Fluminense         | Campeonato Brasileiro                     | Neo Química Arena   | São Paulo      |       |    | 43    |
| 120 | 28 de maio de 2023      | Corinthians        | 2–0         | Fluminense         | Campeonato Brasileiro                     | Neo Química Arena   | São Paulo      | 43    |    |       |
| 121 | 19 de outubro de 2023   | Fluminense         | 3–3         | Corinthians        | Campeonato Brasileiro                     | Maracanã            | Rio de Janeiro |       | 35 |       |
| 122 | 28 de abril de 2024     | Corinthians        | 3–0         | Fluminense         | Campeonato Brasileiro                     | Neo Química Arena   | São Paulo      | 44    |    |       |
| 123 | 17 de agosto de 2024    | Fluminense         | 0–0         | Corinthians        | Campeonato Brasileiro                     | Maracanã            | Rio de Janeiro |       | 36 |       |
| 124 | 16 de abril de 2025     | Corinthians        | 0–2         | Fluminense         | Campeonato Brasileiro                     | Neo Química Arena   | São Paulo      |       |    | 44    |

Último confronto
| 16 de abril de 2025 | Corinthians | 0 – 2 | Fluminense                | Neo Química Arena, São Paulo             |
| 19:30               |             |       | Renê 63' · Jhon Arias 82' | Árbitro: PE Rodrigo José Pereira de Lima |

## Para mais detalhes
Torneio Rio-São Paulo de 1940
Torneio Rio-São Paulo de 1952
Copa Rio de 1952
Torneio Rio-São Paulo de 1954
Campeonato Brasileiro de Futebol de 1976
Campeonato Brasileiro de Futebol de 1984
Campeonato Brasileiro de Futebol de 2002
Copa Sul-Americana de 2003
Copa do Brasil de Futebol de 2009
Campeonato Brasileiro de Futebol de 2010
Campeonato Brasileiro de Futebol de 2011
Copa do Brasil de Futebol de 2016
Campeonato Brasileiro de Futebol de 2017